# Дурдыев, Курбангельды Хамбарович
Курбангельды Хамбарович Дурдыев (род. 12 января 1973, СССР) — туркменский футболист, полузащитник. Выступал за сборную Туркменистана. Сын — Дидар Дурдыев.

## Карьера

### Клубная
Начал выступления на взрослом уровне в 1990 году в клубе «Небитчи» из Небит-Дага во второй лиге СССР. После создания независимого чемпионата Туркменистана играл за «Небитчи» и «Нису», а в сезоне 1997/98 перешёл в «Копетдаг», с которым стал чемпионом страны.
В 1999 году перешёл в казахстанский «Женис» из Астаны, спустя два сезона играл за карагандинский «Шахтёр», а в начале 2002 года был в заявке уральского «Батыса» из первой лиги, но на поле не выходил.
В 2002 году Дурдыев вернулся в Туркменистан, где выступал за «Нису». В 2002 и 2004 годах он вместе с клубом завоевал серебряные медали чемпионата, а в 2003 году стал чемпионом страны. Осенью 2003 года он в течение нескольких туров выступал за харьковский «Металлист» в первой лиге Украины вместе с товарищами по сборной Дидаром Уразовым и Омаром Бердыевым, но вскоре все трое уехали на сбор национальной команды и больше в Харьков не вернулись.
В середине 2000-х Дурдыев ненадолго уехал в Иран и выступал за «Абумослем», а вернувшись в Туркменистан стал игроком «Ашхабада», в его составе стал чемпионом страны 2007 и 2008 годов.

### Международная
Курбангельды Дурдыев дебютировал в сборной Туркменистана во второй игре в её истории — 28 июня 1992 года против Узбекистана (1:2), а первый гол забил 14 октября 1992 года в ворота Кыргызстана (4:0). В составе национальной команды принимал участие в финальных турнирах Азиатских игр-1994 и Кубка Азии-2004. Всего сыграл за сборную 38 матчей и забил 4 гола в период 1992—2004 годов.

### Тренерская
В 2014 году Дурдыев вошёл в тренерский штаб Язкули Ходжагельдыева в ашхабадском «Алтын Асыре».

## Достижения
- Чемпион Туркменистана: 1997/98, 2003, 2007, 2008, …
- Серебряный призёр чемпионата Туркменистана: 2002, 2004, …